# Yambio
Yambio (d. arab. يامبيو – Jambio) – miasto w Sudanie Południowym, stolica stanu Ekwatoria Zachodnia. Liczy 31 665 mieszkańców (2010). Ośrodek przemysłowy. W mieście znajduje się port lotniczy Yambio.